# 足跡

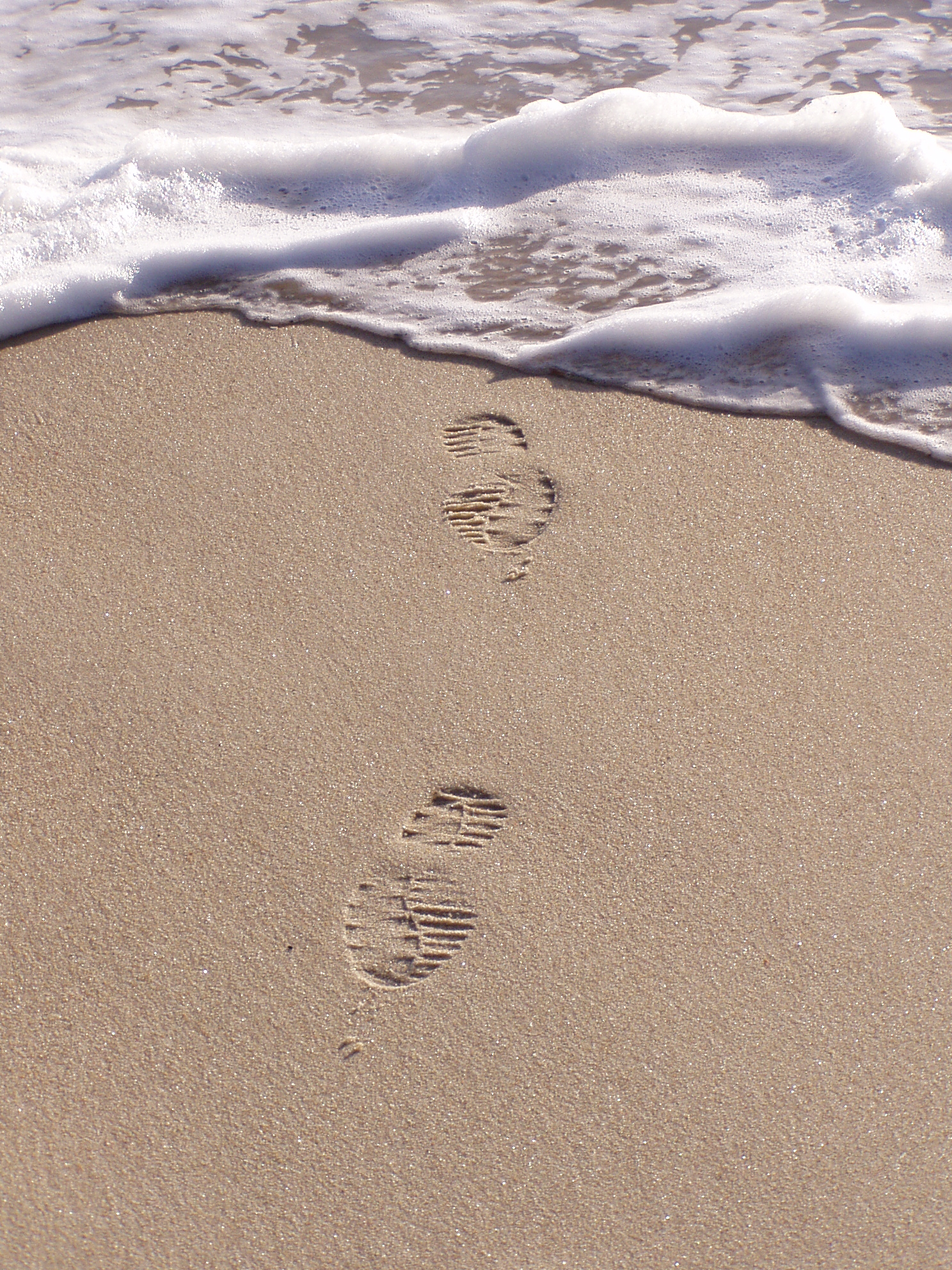
砂浜についた人の足跡。靴跡も一般的に足跡と呼ばれる。

足跡（あしあと）とは、人や動物が土、雪、ドロなどの上を歩いたあとに残る足の形。足跡（そくせき）と読めば、人の経歴や業績などを指す言葉となるほか、人に限った足の跡・様々な痕跡・通った経路（足取り）などを指す意味合いにもなる。また警察において「犯人の足跡」を指す言葉として、下足痕（げそこん）がある。
また、ソーシャル・ネットワーキング・サービスなどにおける訪問者のログを指す言葉として、「足跡・あしあと（機能）」がある。

## 概説

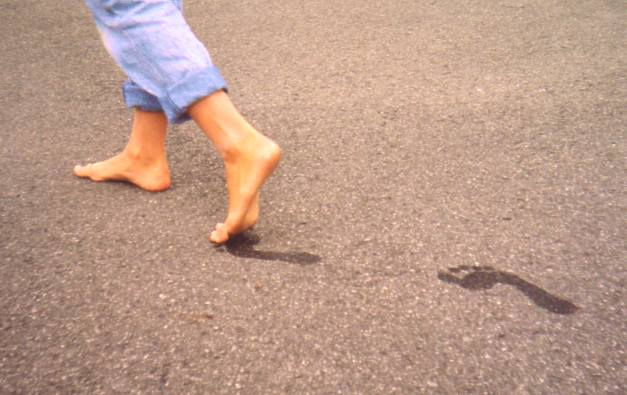
歩いた後の足跡

足跡は、人間や動物の歩いた後に、その足を乗せた場所と形が残っているものを指す。そのあり方には2通りがあり、一つは足を乗せた場所がその形にくぼむものである。これは柔らかい基盤上に生じ、水を吸った泥や砂、あるいは雪の上にはっきりと残る。森林土壌のように荒い基質の場合、おおざっぱな輪郭だけが残る。
もう一つは、泥など足の裏にこびりつく素材の上を歩いた後に、硬い基質の上を歩いた場合、その泥などの跡が印章として残されるものである。
いずれにせよ、足跡は、普通はある程度以上大きな動物によってのみ残される。ただし、寒天培地上で微生物の培養をすると、往々にしてコナダニが発生するが、これが歩いた足跡にバクテリアが繁殖するので足跡として視認できるようになる例がある。おそらく最小の足跡と思われる。
また、水中では足跡は残らないことが多い。水の運動で表面が攪乱されるからである。そのため、水からはい出した動物の足跡は水面より上から始まる。このことから、かつてウミサソリ類の足跡が途中からだけ続いている化石が見つかり、水からはい出した足跡と判断されたものがある。

## 人間の足跡
現代人の足跡も、真剣な調査の対象となる。何らかの事件が発生し、現場に足跡が残されていた場合、足跡は事件の犯人を探るための重要な情報源となるため、鑑識によって慎重な鑑定が行われる（前述したようにこの場合、警察では足跡のことを“ゲソ痕“と呼ぶ）。鑑定された足跡は、裁判においてひとつの証拠として取り扱われ、裁判の行方に影響を与える。国家公安委員会によって足跡取扱規則（昭和54年5月17日国家公安委員会規則第6号）なるものも定められている。
指紋の跡は手袋をはめる等して消すことができるが、足跡は必ず残る点が指紋と大きく異なる。履いている靴の種類はもちろん、現在の調査では足跡から対象者のおおよその体型も判別できる。
重合法、指摘法、計測法などの鑑定法があり、履物についた固有の特徴（使用特徴、製造特徴など）から使用された履物や犯人の特徴を鑑定する。
推理小説でもシャーロック・ホームズの頃からすでに足跡は重要な証拠として扱われ、彼が足跡をみて推理を展開するシーンは見所の一つにもなっている。また、足跡をごまかしたり、誤認させるためのトリックを扱った作品も多い。
指紋
手の指紋と同様に、足にも指紋があり、個人特定に用いられる。乳児の識別に取る場合がある。また、軍隊などの航空機の乗員が航空事故にあった場合は、手よりもフライトブーツに守られた足の方が指紋が残りやすく、足から身元を特定するのに登録している場合がある。

## 動物の足跡

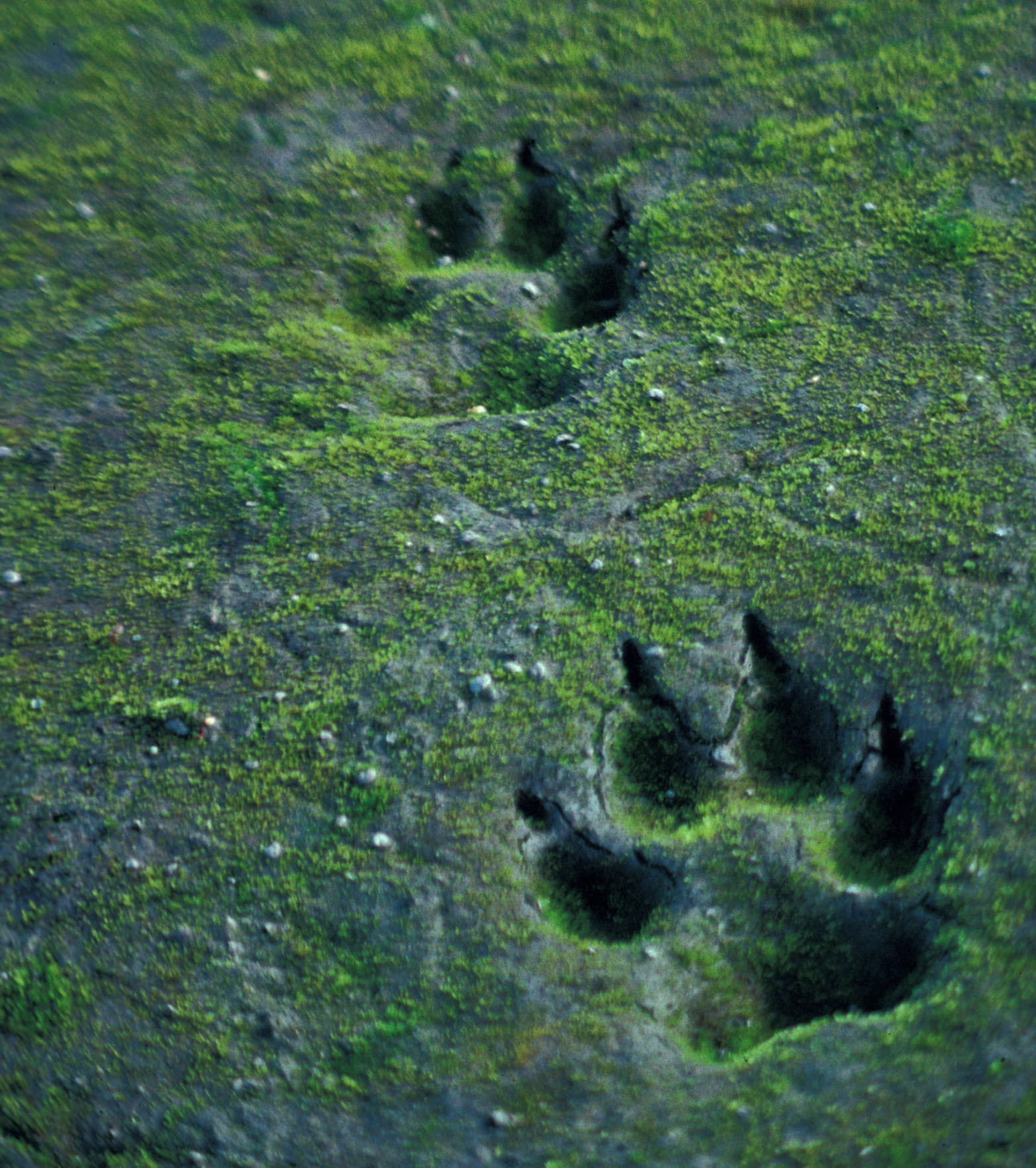
苔むした地面に残されたオオカミの足跡

動物の足跡は、いわゆるフィールドサインの代表的なものである。猟師は発見した足跡から、獲物の種類、大きさなどを見極め、行動を決める際の重要な手がかりとする。また生態学者はフィールドワークの最中に発見した足跡を、対象地域に生息する生物の種類や数、活動範囲などを見積もるための貴重な情報源として利用する。足跡からは、それをつけた動物の種類、大きさ、運動の方法（走ったか歩いたかなど）、移動方向、それがその場にいた時間等の情報が得られる。
足跡はまた、それをつけた動物を追跡する際のもっとも重要な手掛かりである。これは動物間であっても同じで、肉食動物は獲物の足跡を追いかける。草食動物は、これを避けるために、意図的に足跡を暗ます手段を講じる場合がある。
ねこや狐、狼などは、後ろ足を前足の足跡の位置に置くことで、安全な足場の確認、雪を踏む負担の軽減などを行っている。そのため、足跡は少なく、一直線上に連なった足跡を残しやすい。
ギャラリー

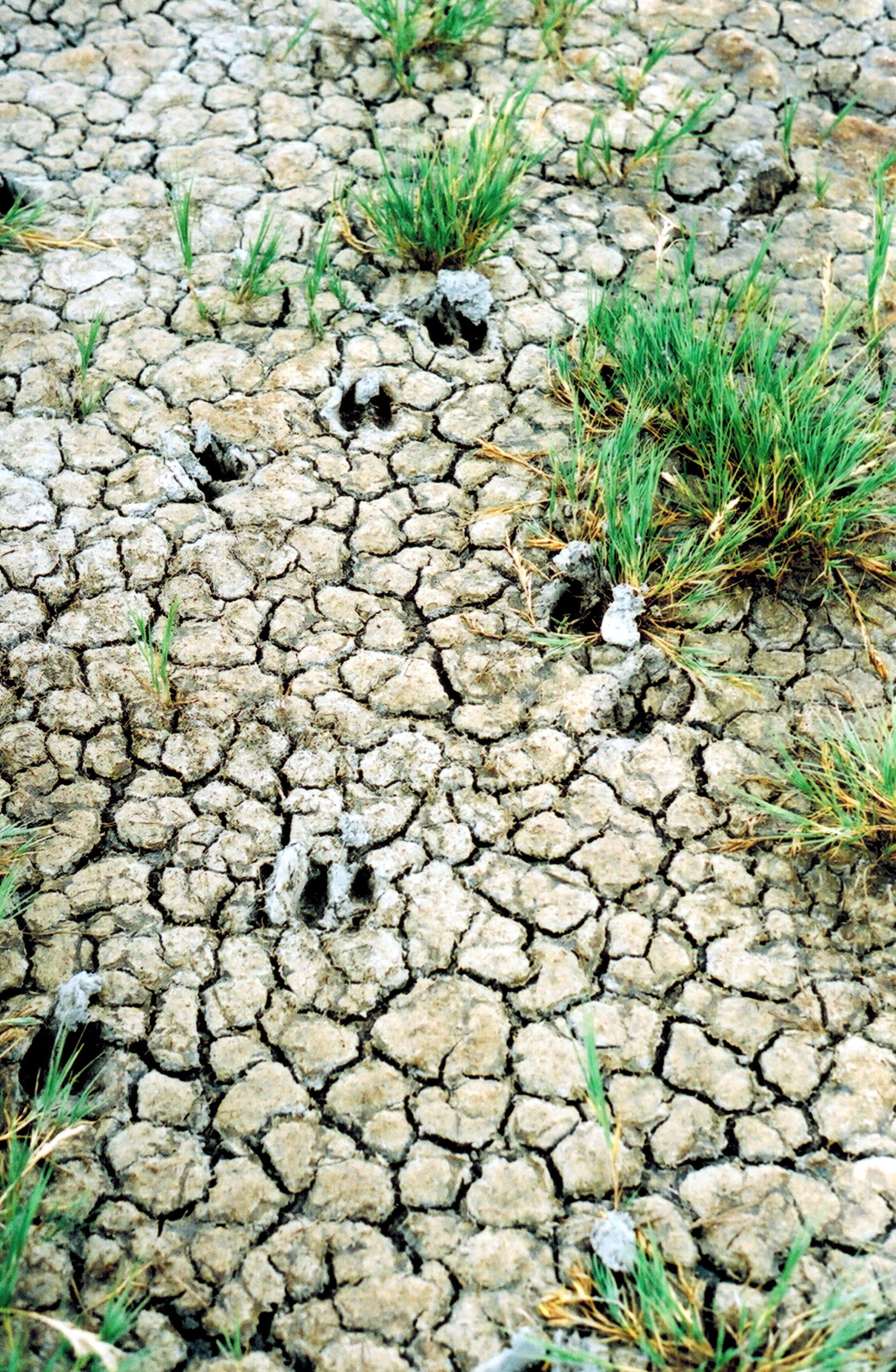
偶蹄目のレイヨウの足跡
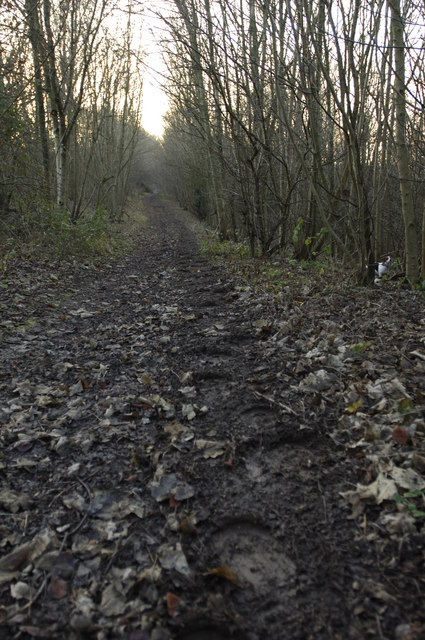
奇蹄目ウマの足跡
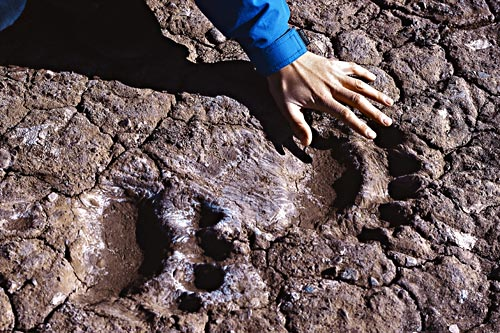
ホッキョクグマの足跡
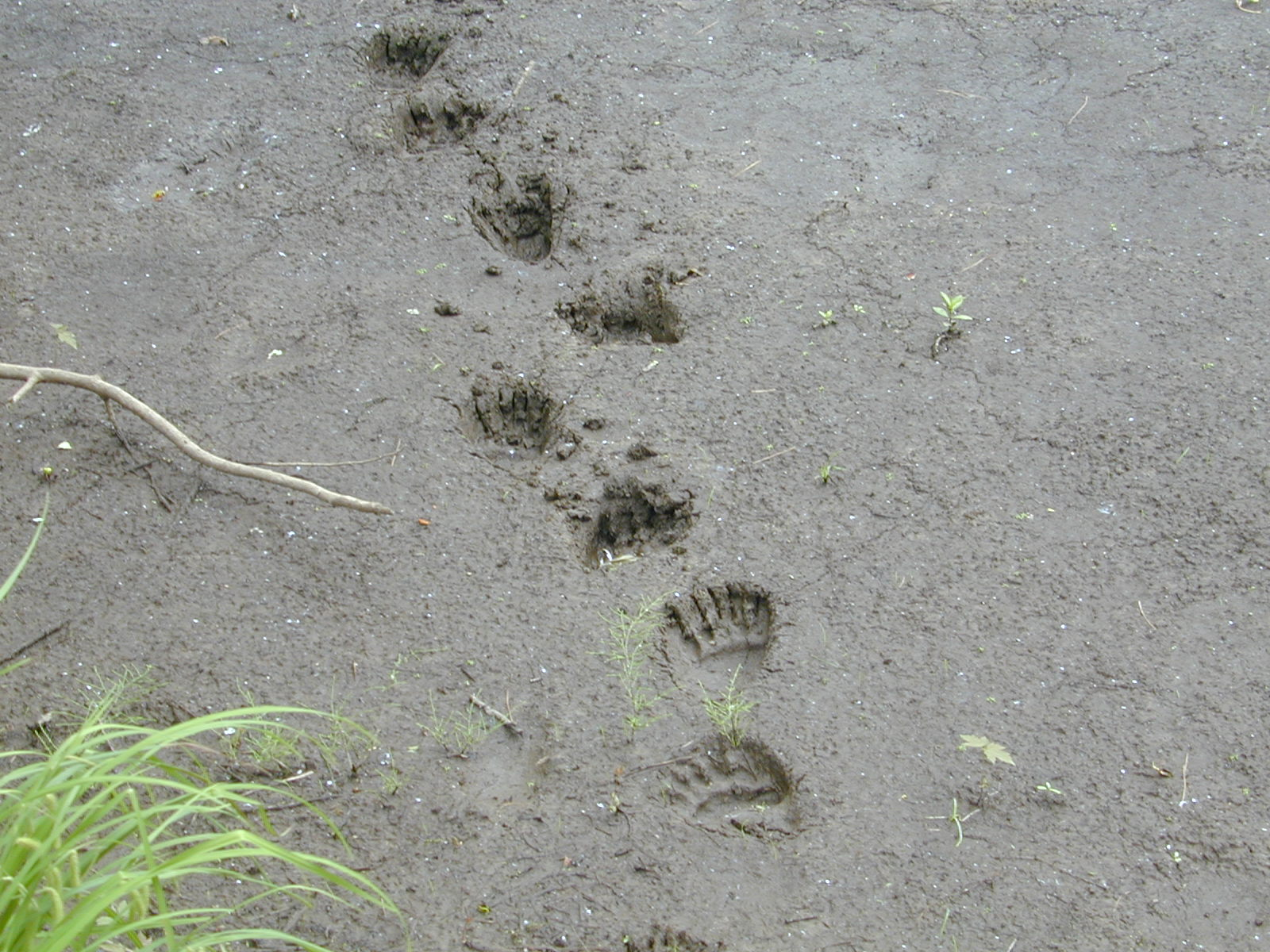
クマの足跡
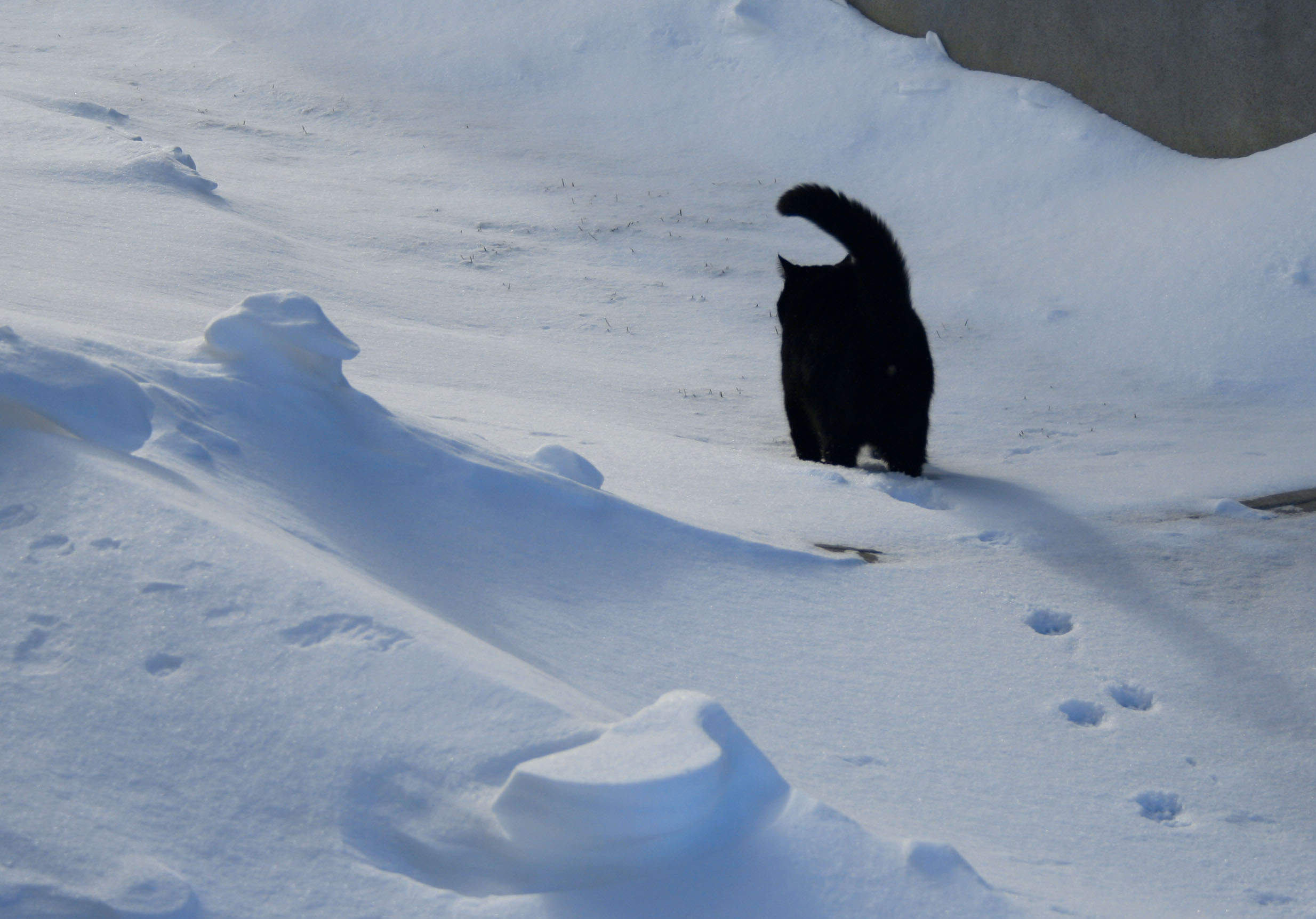
雪上のネコの足跡
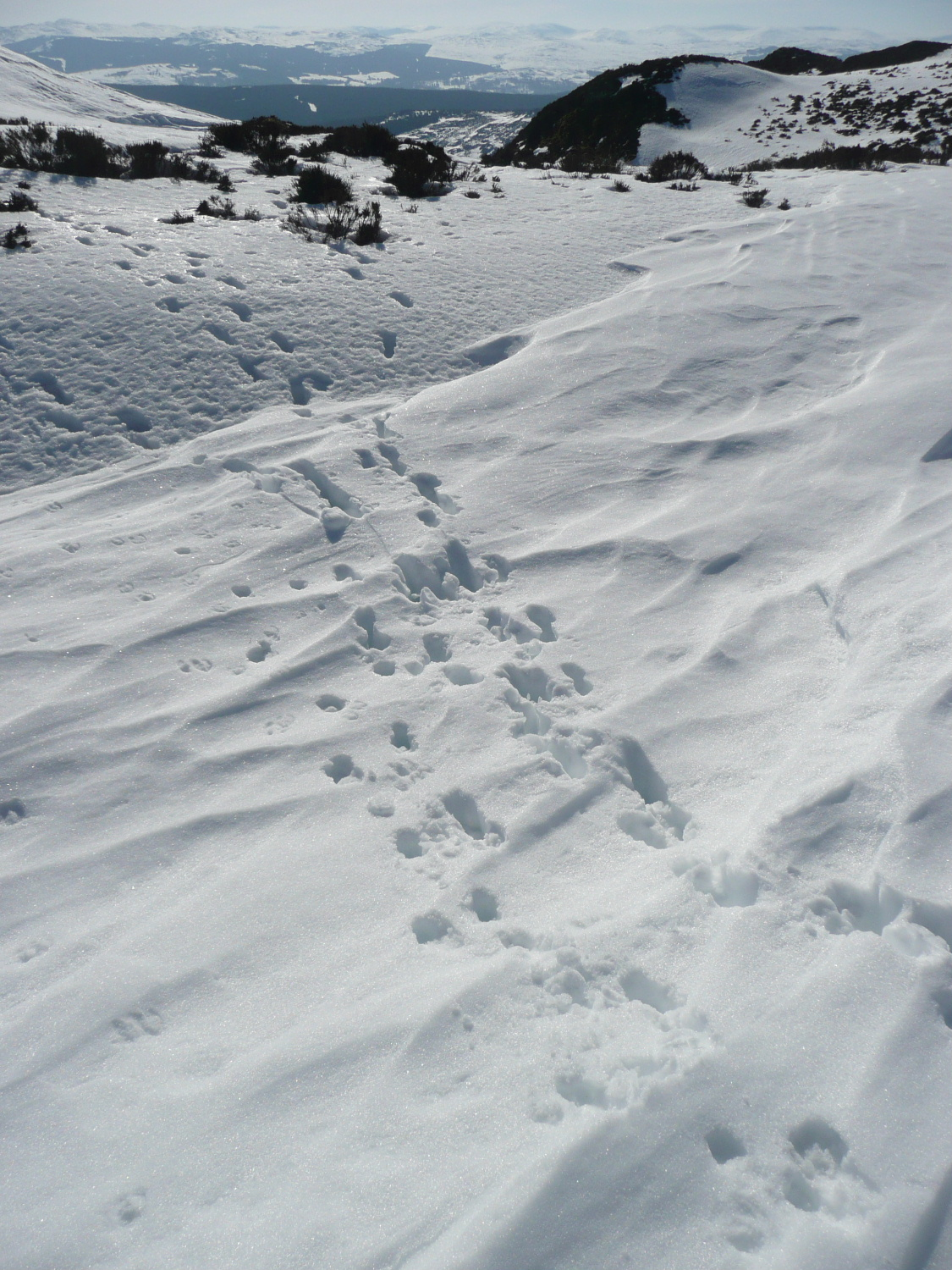
雪上の鹿の足跡
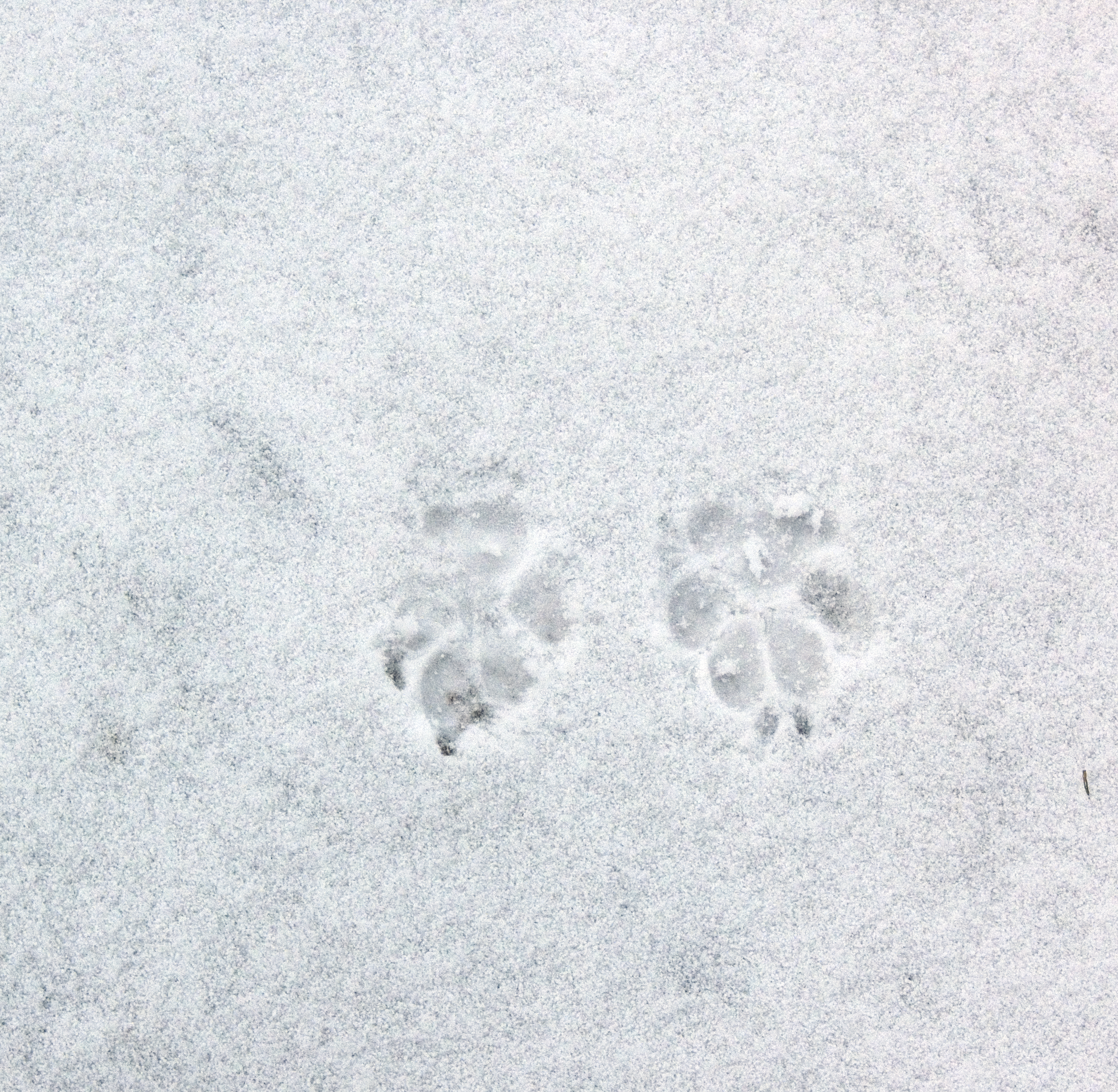
雪上の犬の足跡
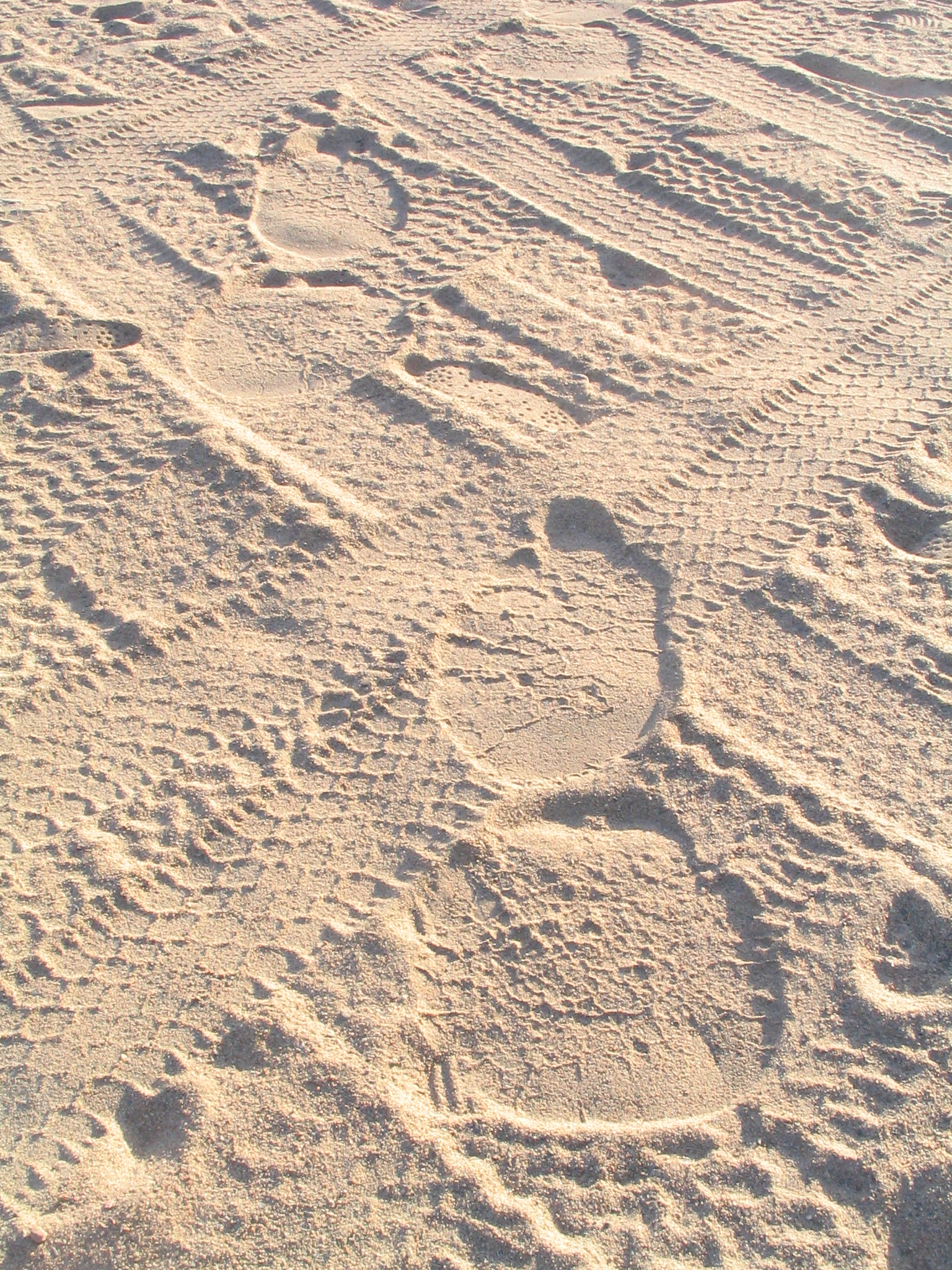
ゾウ
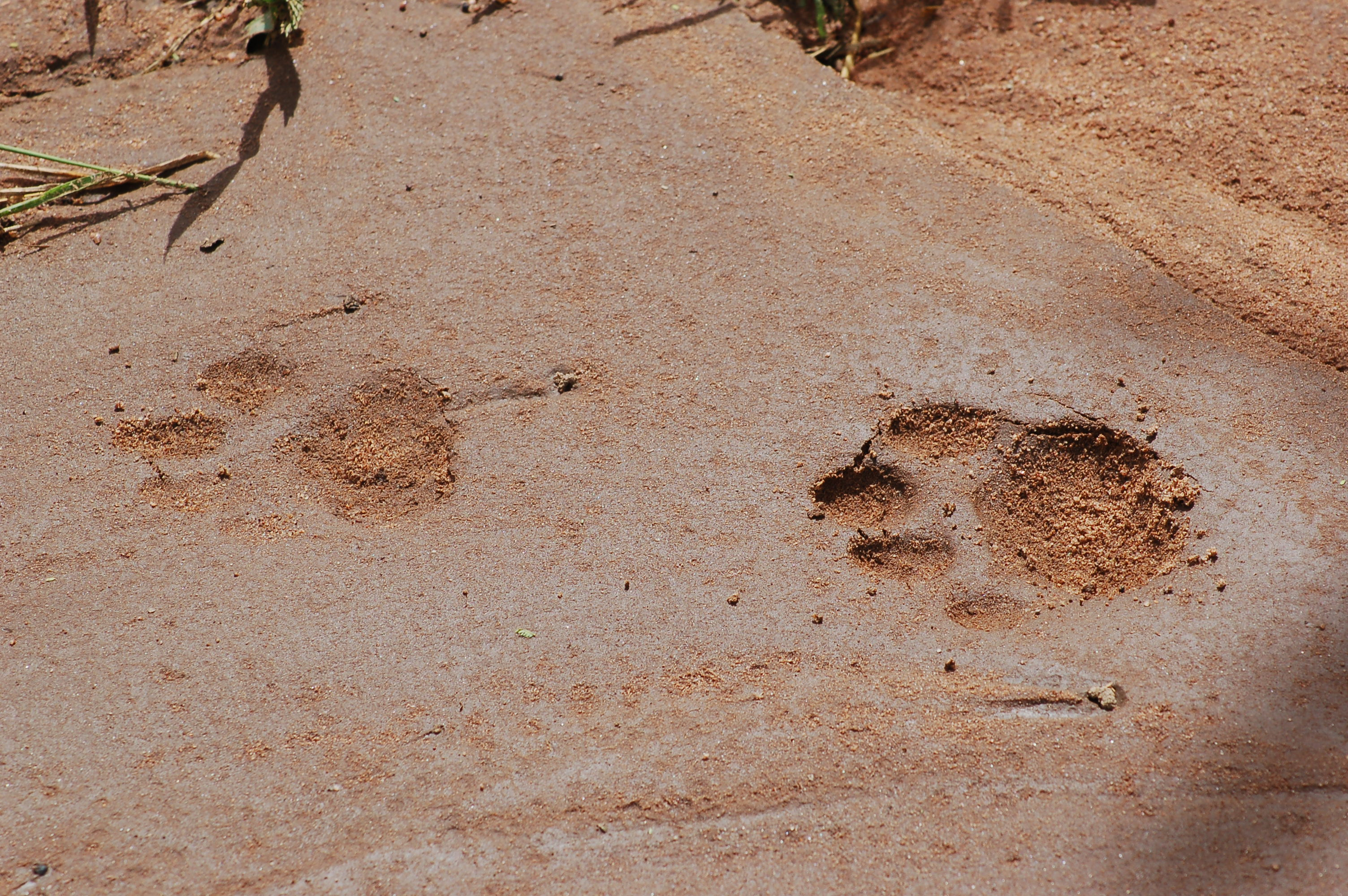
ライオン
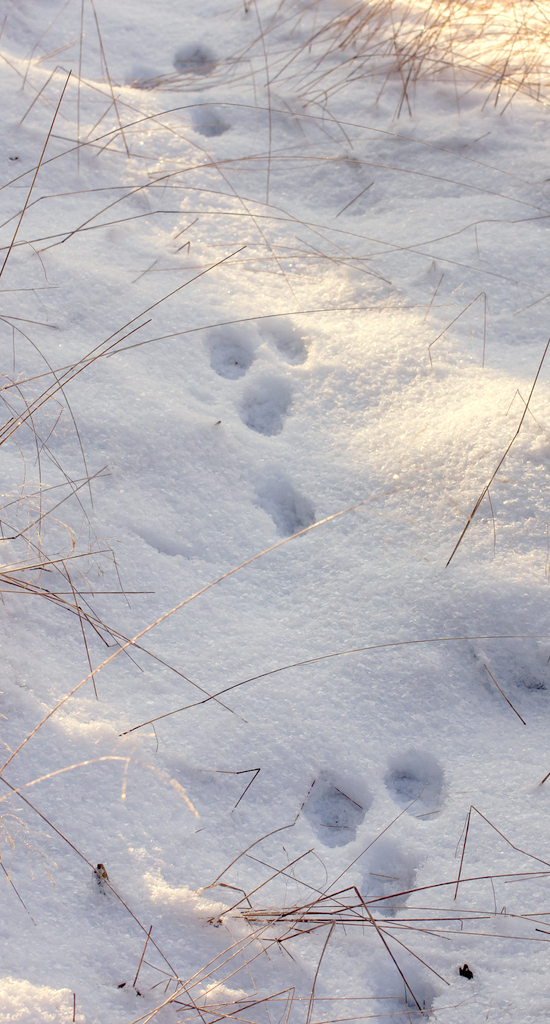
ウサギ
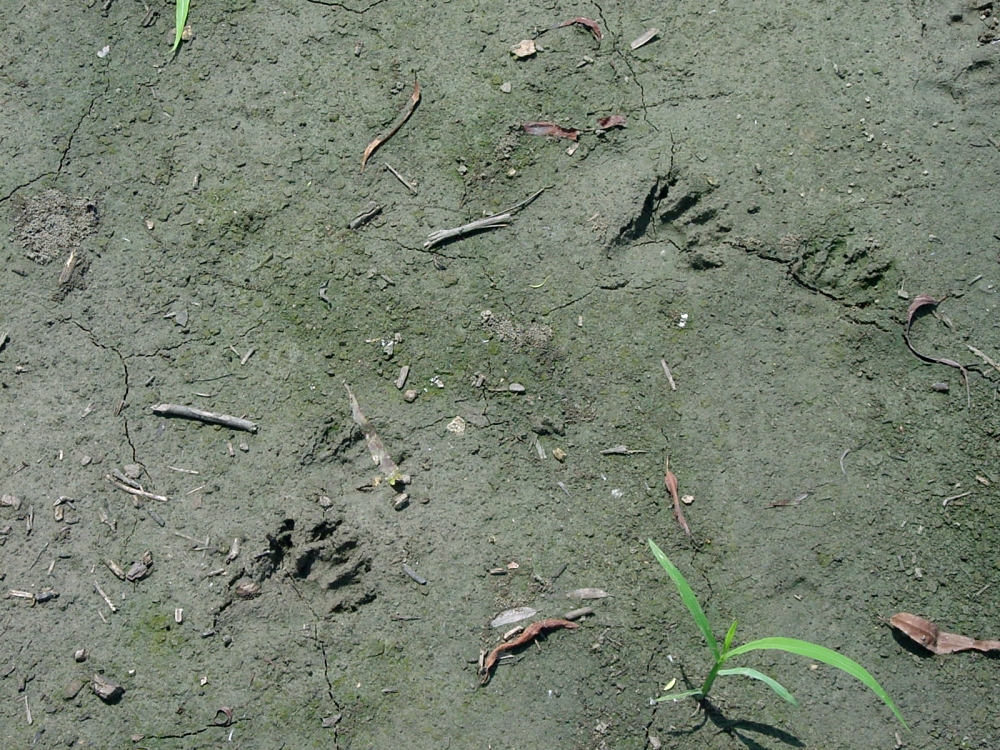
アライグマ
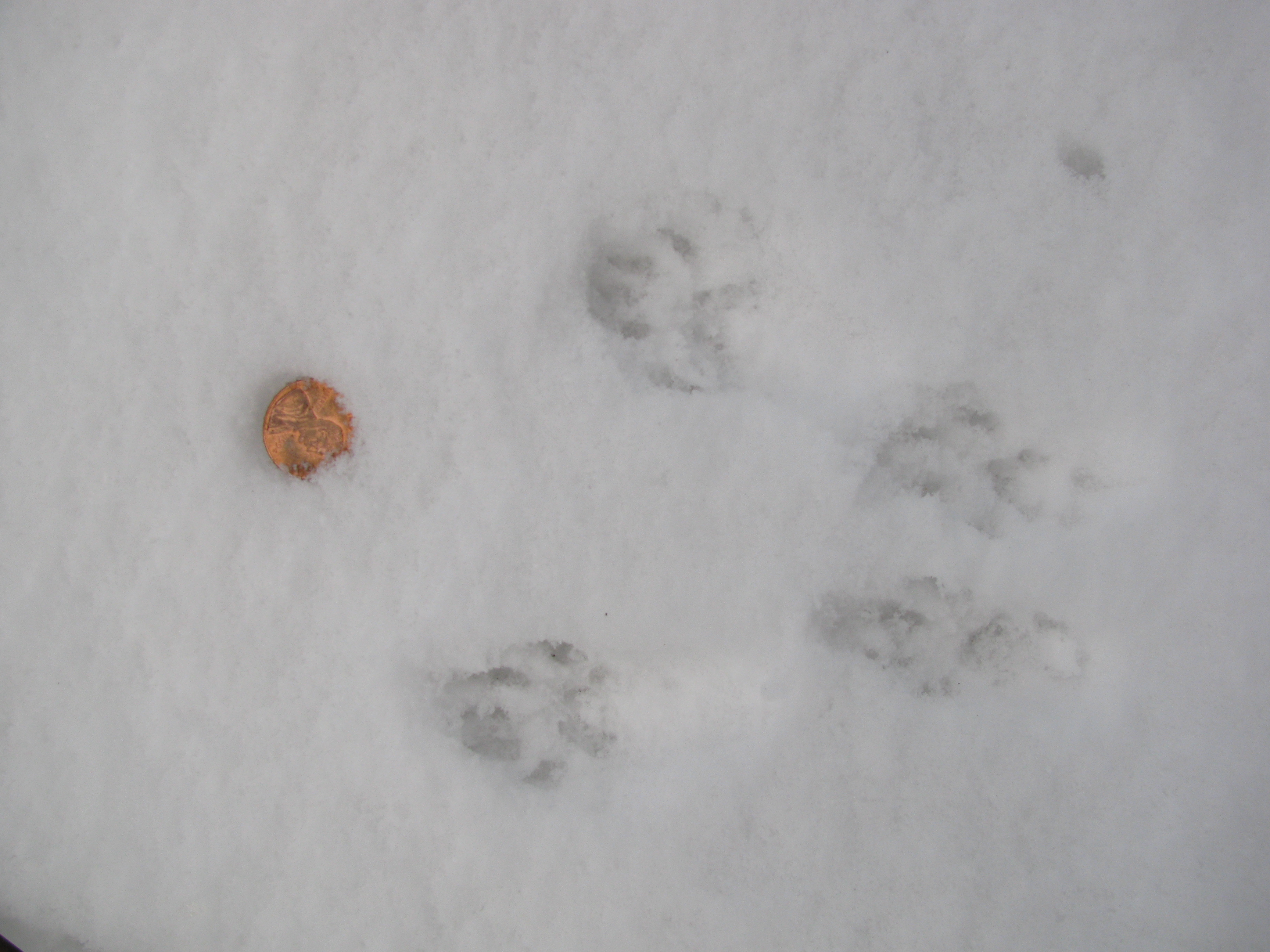
リス
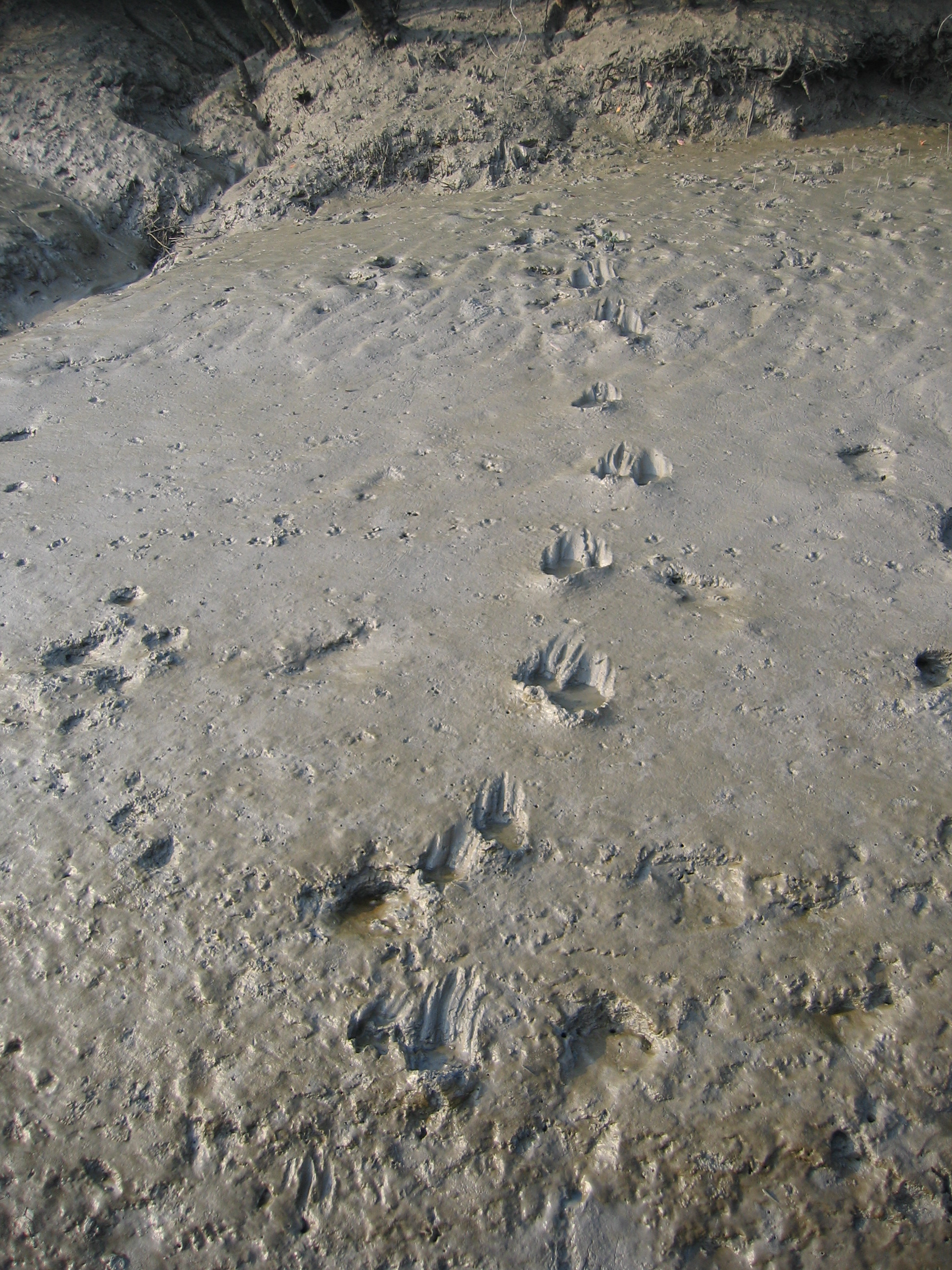
トラ
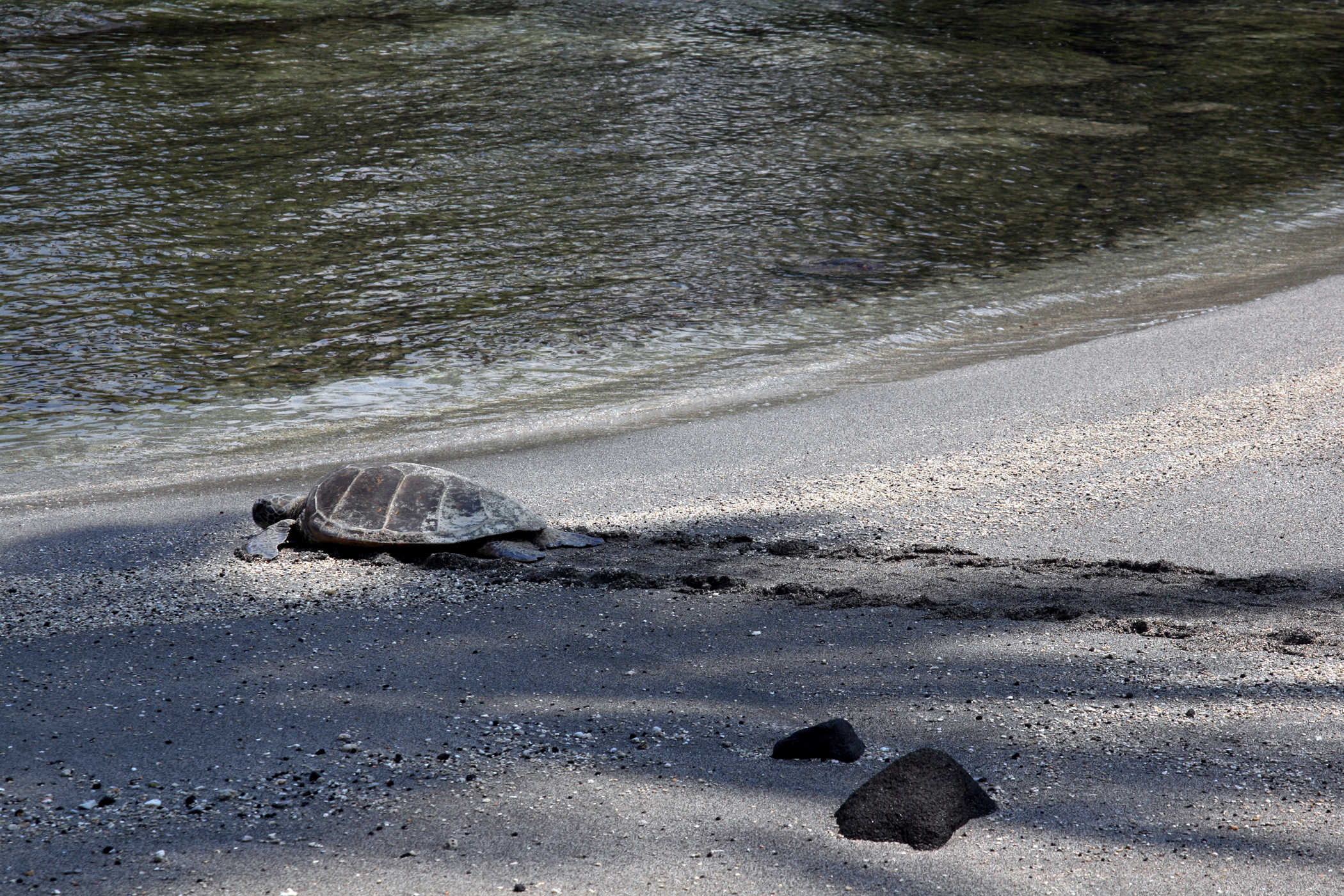
カメ
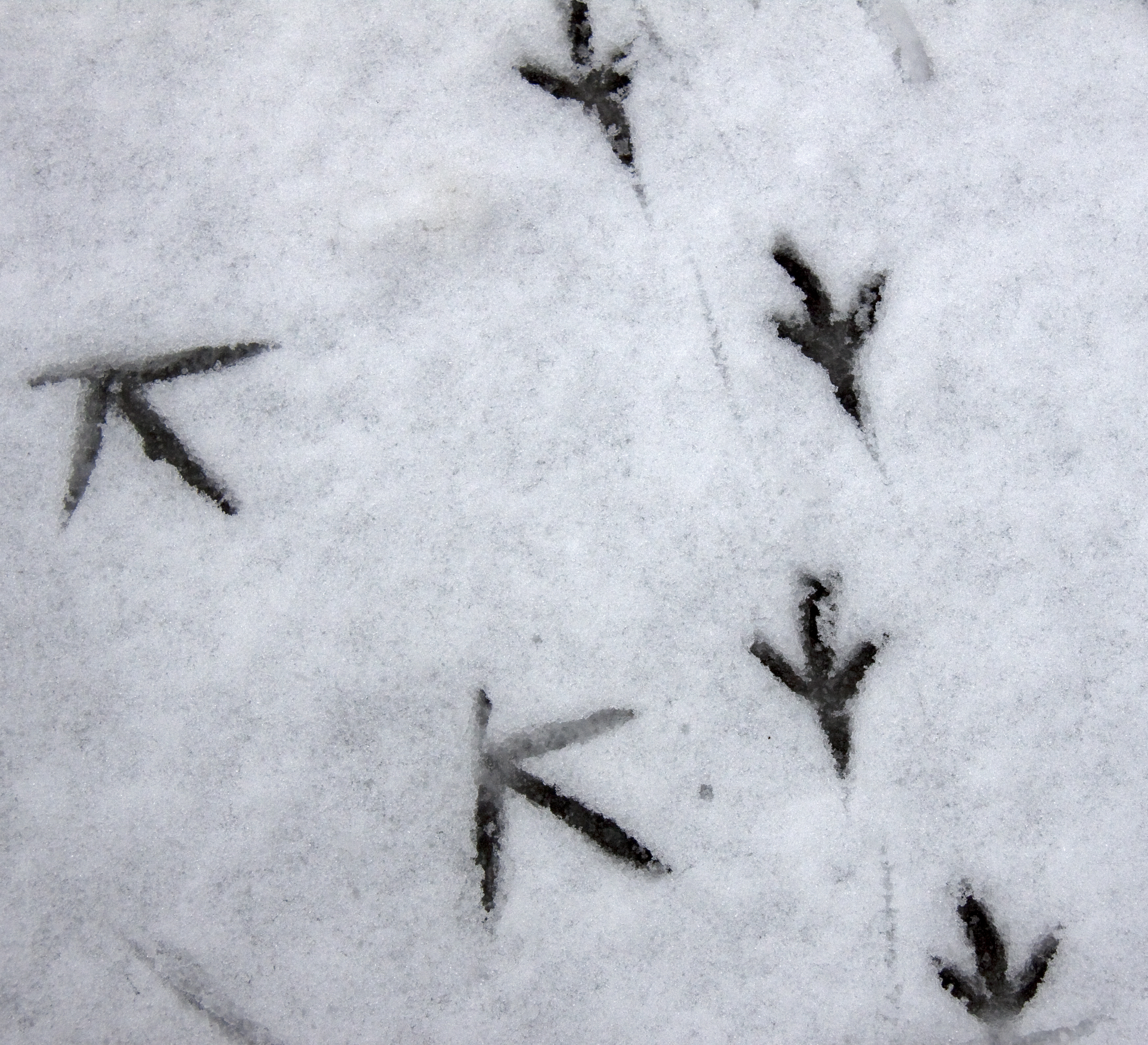
トリ
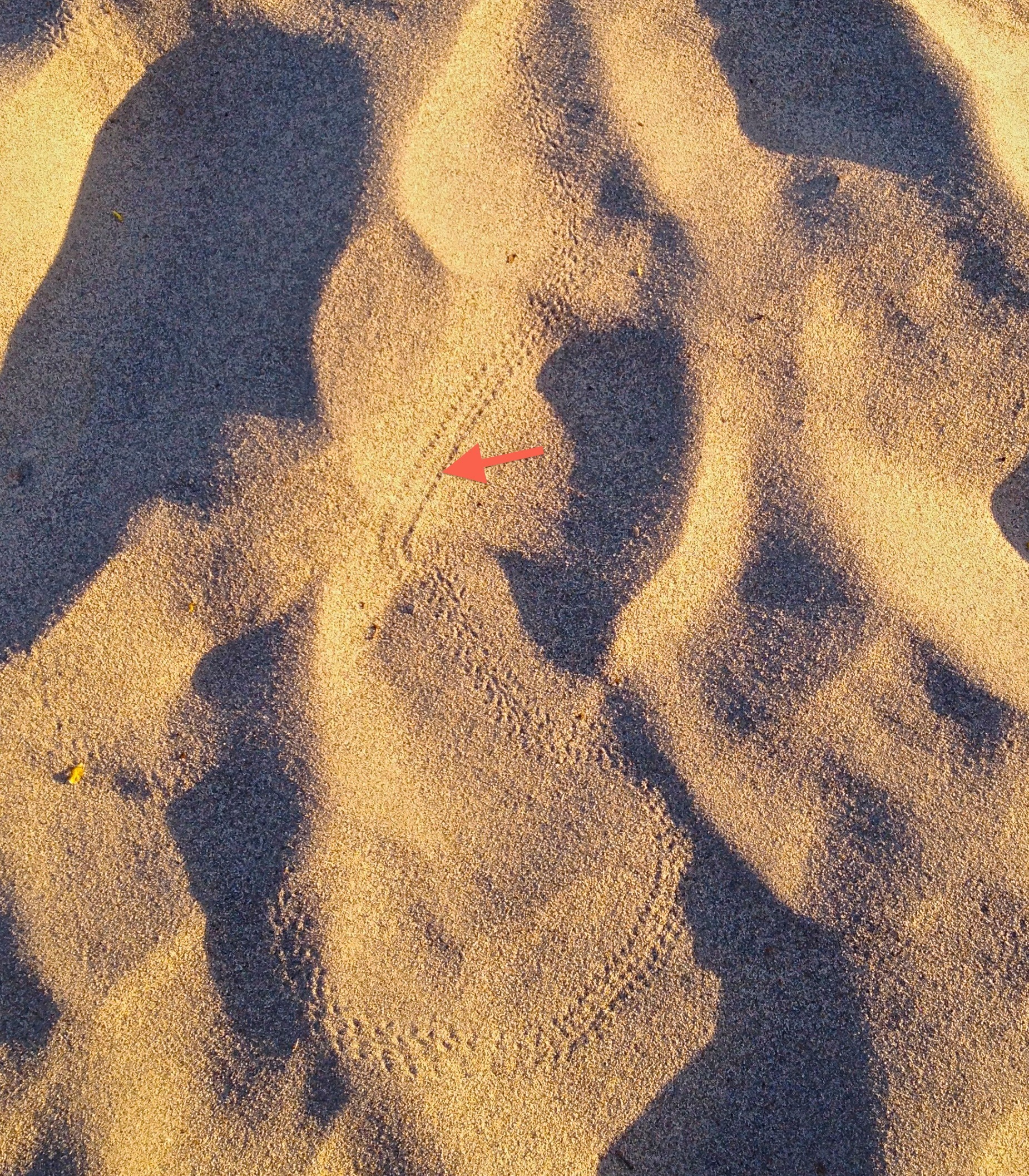
砂漠に残ったヘビの痕跡

## 足跡の化石
足跡は普通、時と共に消えてしまうが、中には様々な偶然の重なりにより化石化して数千万年以上も残ることがある。こうした足跡の化石は古生物学の世界で生痕化石と呼ばれているものの一つで、現存しない生物の生態を探るための重要な資料として真剣な研究の対象となっている。たとえば恐竜の足跡からは、恐竜がどのように歩いたかに関する重要な情報が得られる。
1985年4月、国道299号沿いの岩瀬林の漣痕に日本初の恐竜の足跡の化石があると発表された。調査によって3種類の二足歩行恐竜の足跡であると見られている。

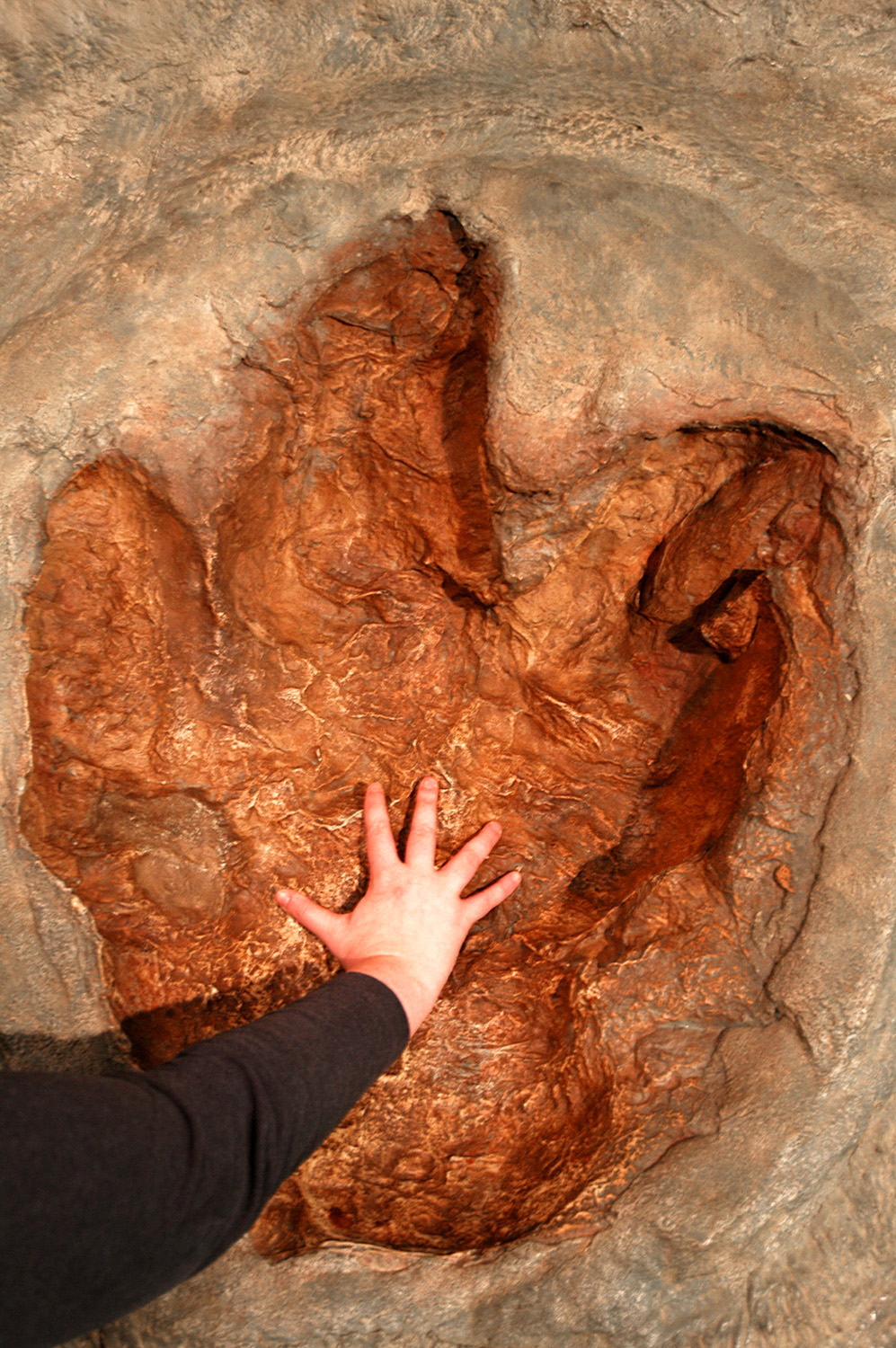
ティラノサウルスの足跡
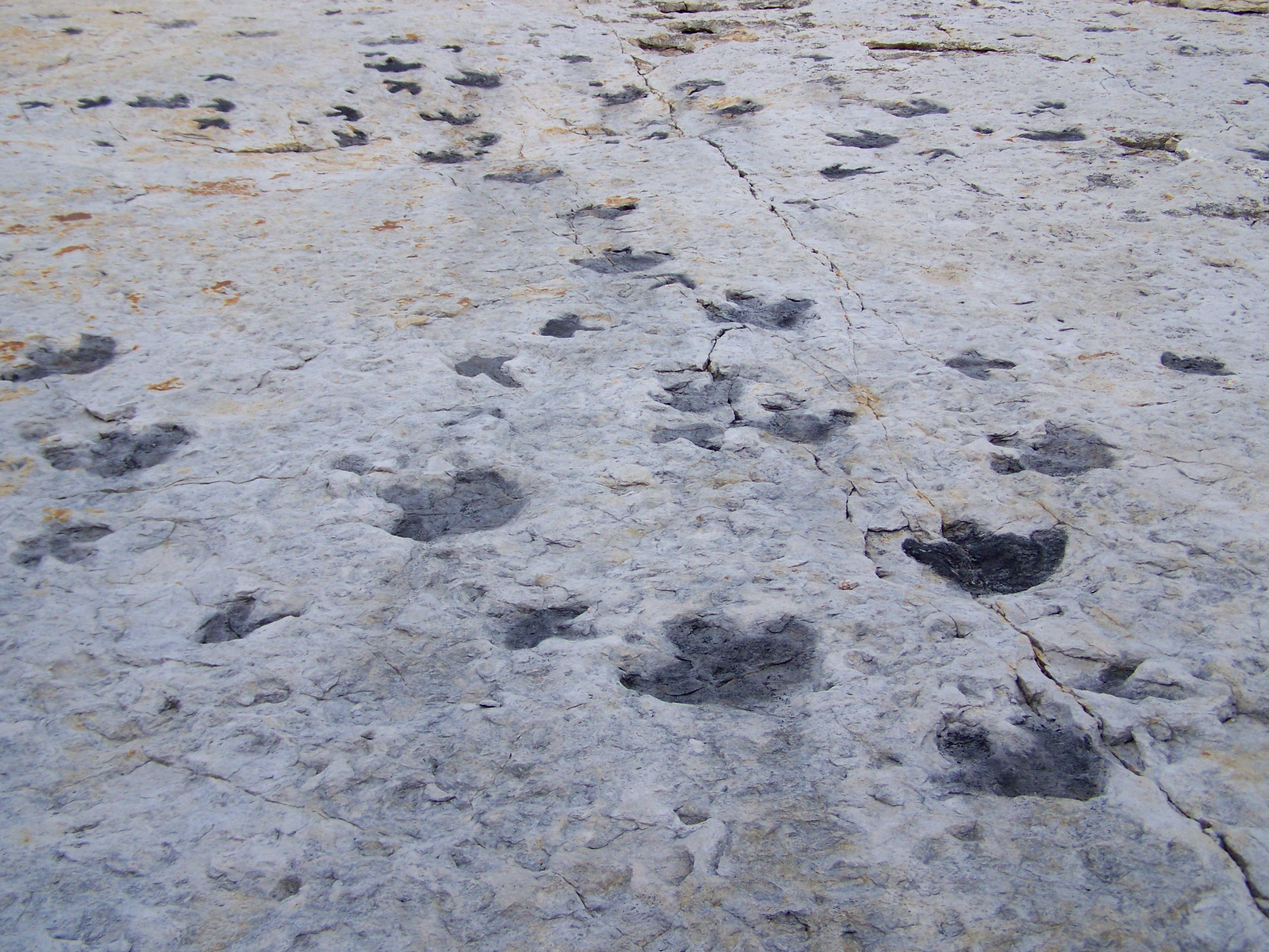
アメリカ合衆国コロラド州にある国立公園内のDinosaur Ridge（英語版）
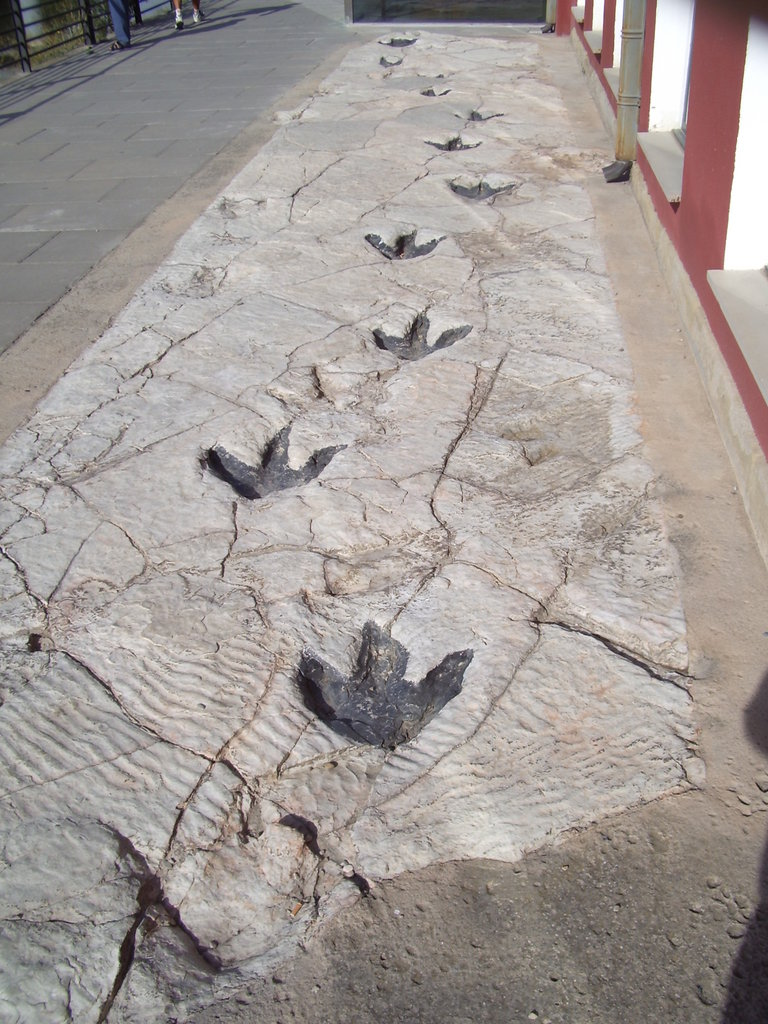
スペインラ・リオハ州で見つかった恐竜の足跡
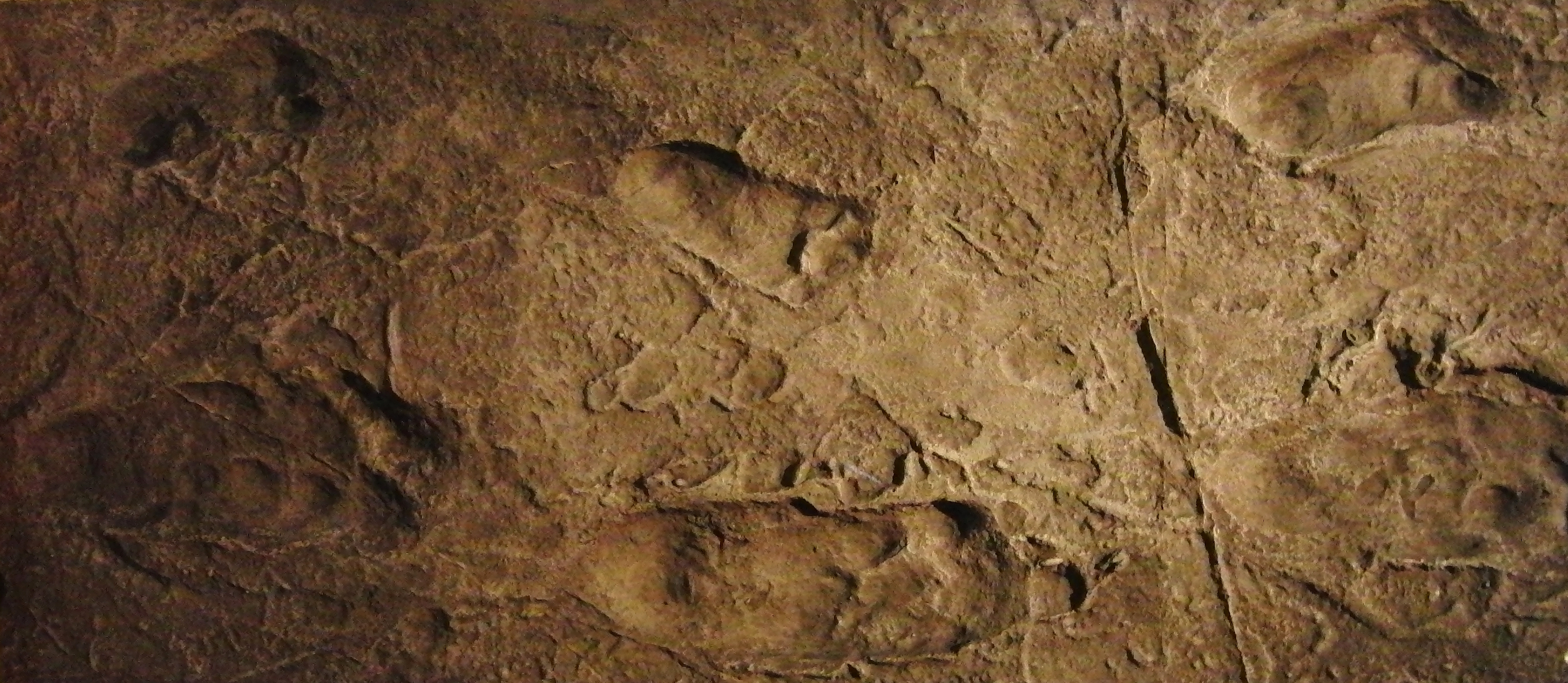
東京国立科学博物館の展示ラエトリ（英語版）の猿人足跡化石(レプリカ)
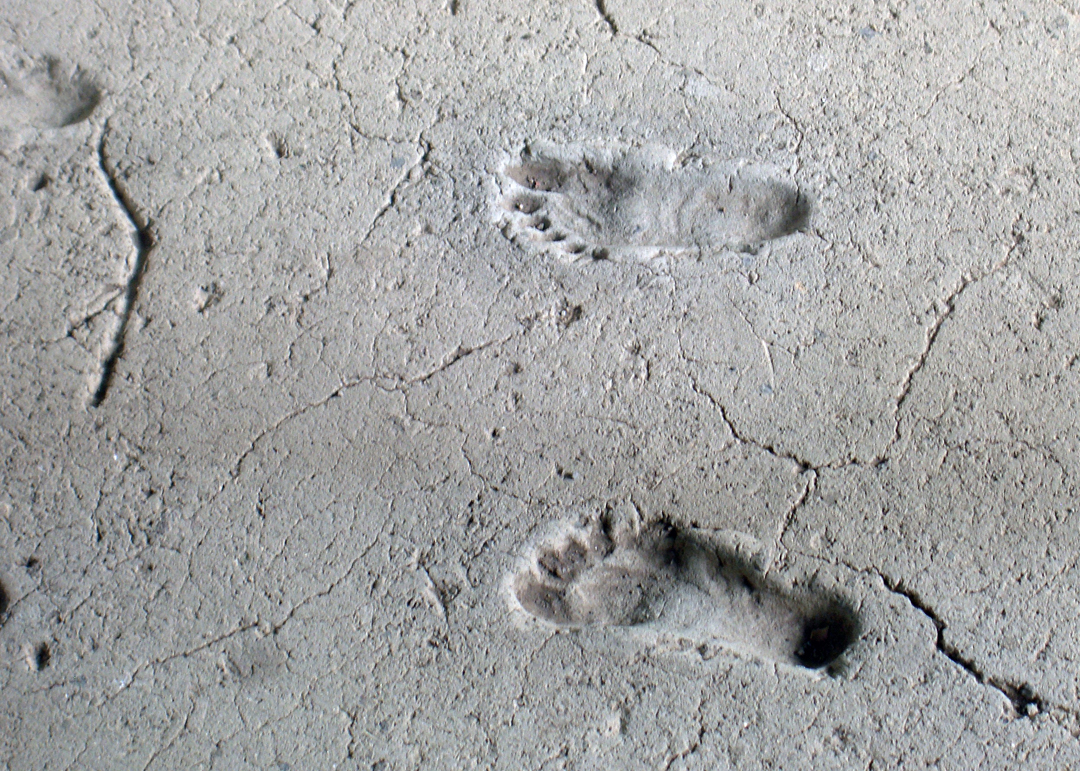
アカウアリンカ足跡
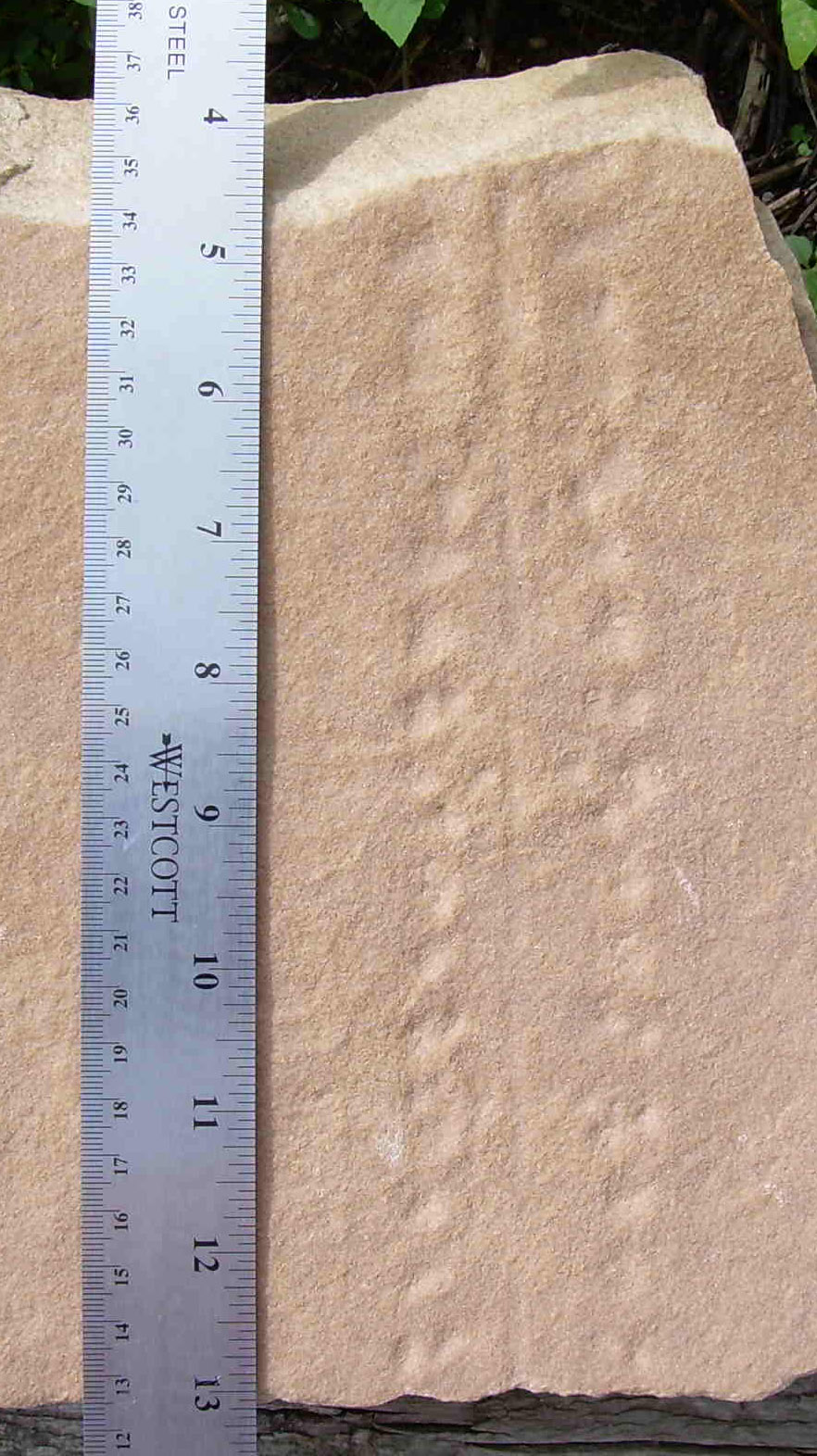
節足動物の這跡化石（Protichnites（フランス語版））

## 足跡による撹乱
戦場では敵方に足跡を追跡されると作戦行動の失敗につながりかねないため、足跡を利用した撹乱行動がある。例として、足跡から部隊人数を割り出されないように二列になり、足跡を重ね踏みしたり、時間的余裕があれば、一度通った道を後ろ向きで歩いて引き返し、あたかもその道を通ったように装い、敵方を別の場所へ誘導させる場合もある（時間稼ぎが多々だが、罠を仕掛ければ、兵力も削れる）。
第二次世界大戦で、東南アジアで活動するイギリスの特殊部隊はゴム製の裸足型のオーバーソールを靴に付けて現地民に偽装した。
兵法書の『闘戦経』には、「将に胆ありて軍に踵（きびす）なきものは善なり」と記述されており、主将に胆力があれば、戦場に余計な踵＝足跡は残さないとしているように、無闇に戦場で足跡を残すことは優秀ではないとしている。
武術の型などでは、足跡から相手がどのような動きをしたかが判別されてしまうため、型が終わった際は、他流派に見られぬよう、足跡をかき消す行動がとられる（いわゆる歩幅・間合いがわかってしまうため）。

## 伝説・著名人の足跡

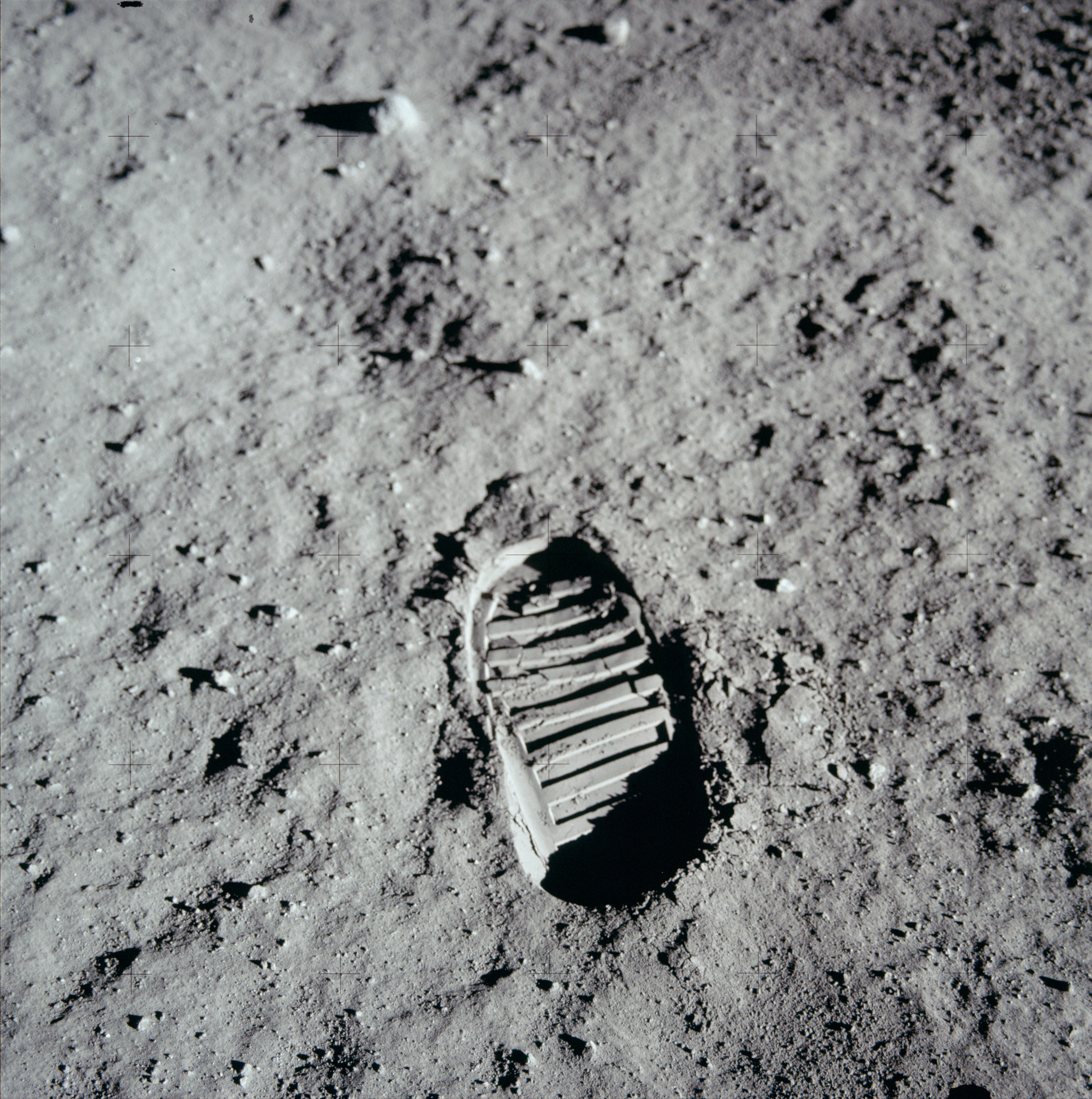
One small step for a man, one giant leap for mankind（これは一人の人間にとっては小さな一歩だが、人類にとっては偉大な飛躍である）。月に第一歩を残したニール・アームストロング船長の足跡

- 仏足石
- 悪魔の足跡（英語版）
- 月には最初に月に降り立ったアポロ11号の船長ニール・アームストロングの足跡が大気による風化がないことから残っている。
- グローマンズ・チャイニーズ・シアター - ハリウッドに所在する劇場。シアター前には俳優などの手形と足跡がタイルとなった道がある。